# ARM Cortex-A17
L'ARM Cortex-A17 és un nucli de processador de 32 bits que implementa l arquitectura ARMv7-A, amb llicència d'ARM Holdings. Proporcionant fins a quatre nuclis coherents amb la memòria cau, serveix com a successor del Cortex-A9 i substitueix les especificacions anteriors d'ARM Cortex-A12. ARM afirma que el nucli Cortex-A17 proporciona un 60% més de rendiment que el nucli Cortex-A9, alhora que redueix el consum d'energia en un 20% amb la mateixa càrrega de treball.
ARM va canviar el nom de Cortex-A12 a una variant de Cortex-A17 des de la segona revisió del nucli de l'A12 a principis de 2014, perquè aquests dos eren indistinguibles en rendiment i totes les funcions disponibles a l'A17 es van utilitzar com a actualitzacions a l'A12.
Les noves característiques de l'especificació Cortex-A17, que no es troben a l'especificació Cortex-A9, són totes millores de l'ARM Cortex-A de tercera generació, que també inclou el Cortex-A7 i el Cortex-A15:
- Virtualització de maquinari i adreçament de grans extensions d'adreça física (LPAE) de 40 bits
- Coherència total del sistema, donant suport als grans. POCA arquitectura
- Unitat NEON, per al processament de dades de coma flotant i SIMD
- Canal d'instruccions enters més profund, amb – etapes
- Disseny complet d'execució fora de comanda amb unitats de càrrega/emmagatzematge

Les implementacions modernes del nucli de Linux informaran i donaran suport a les funcions anteriors així :
processador: 3
nom del model: processador ARMv7 rev 1 (v7l)
BogoMIPS : 48.00
Característiques: half thumb fastmult vfp edsp thumbee neon vfpv3 tls vfpv4 idiva idivt vfpd32 lpae evtstrm
Implementador de CPU: 0x41
Arquitectura de la CPU: 7
Variant de la CPU: 0x0
Part de la CPU: 0xc0d
Revisió de la CPU: 1